# Sobreda
Sobreda is een plaats (freguesia) in de Portugese gemeente Almada en telt 14 000 inwoners (2006).